# 聖ニコラエ聖堂 (ブラショフ)

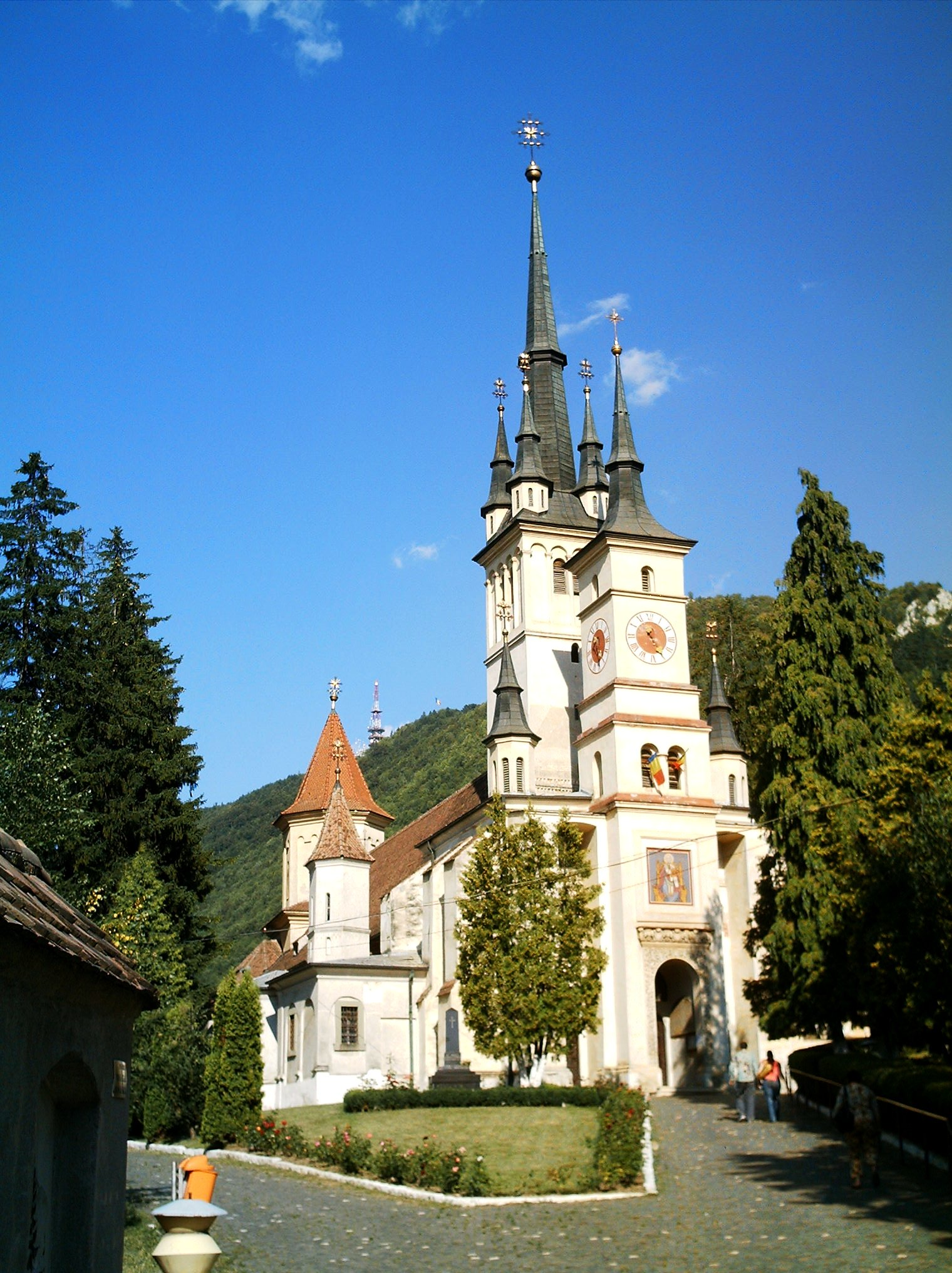
聖ニコラエ聖堂

聖ニコラエ聖堂（ルーマニア語: Biserica Sfântul Nicolae）は、ブラショフにあるルーマニア正教会の聖堂。シュケイ（Şchei）の歴史的地区に聳え立っている。
聖堂は1292年に建立された。1399年に出された教皇ボニファティウス9世の教皇勅書に言及されている。1495年には、ワラキアのヴォイヴォダであったヴラド・カルガルル（Vlad Călugărul）の支援のもと、現地の石材を使った再建が始まった。1522年にはさらなる支援がネアゴエ・バサラブ（Neagoe Basarab）から行われた。
当初はゴシック建築様式で建てられていたが、のちにバロック建築様式に変えられた。聖堂内にはフレスコ画があるが、これは有名な壁画家であったミシュ・ポプ（Mişu Popp）によるものである。
聖ニコラエ聖堂の隣にはルーマニアで最初の学校（First Romanian School、開校1583年）と、Coresiの像がある。近くには墓地があり、Ioan Meşotă、Aurel Popovici、Vasile Saftu、Nicolae Titulescuが葬られている。

## ギャラリー

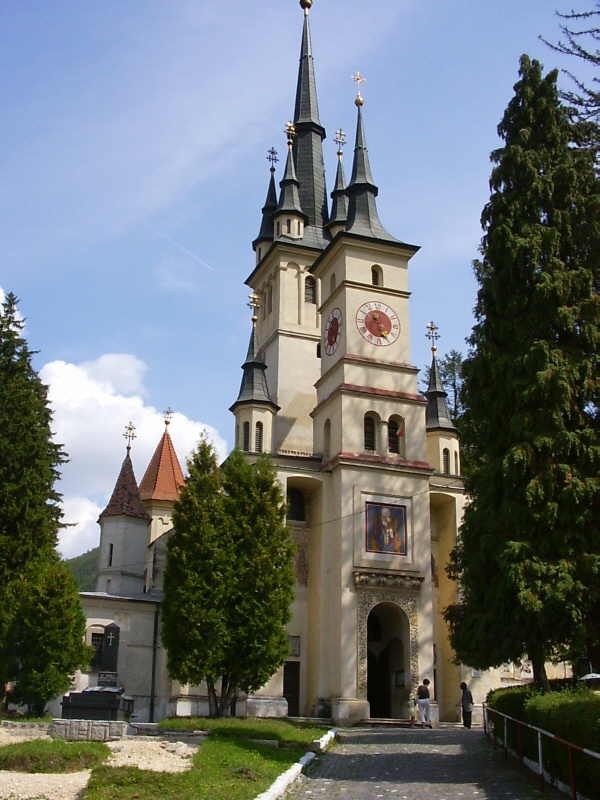
外観
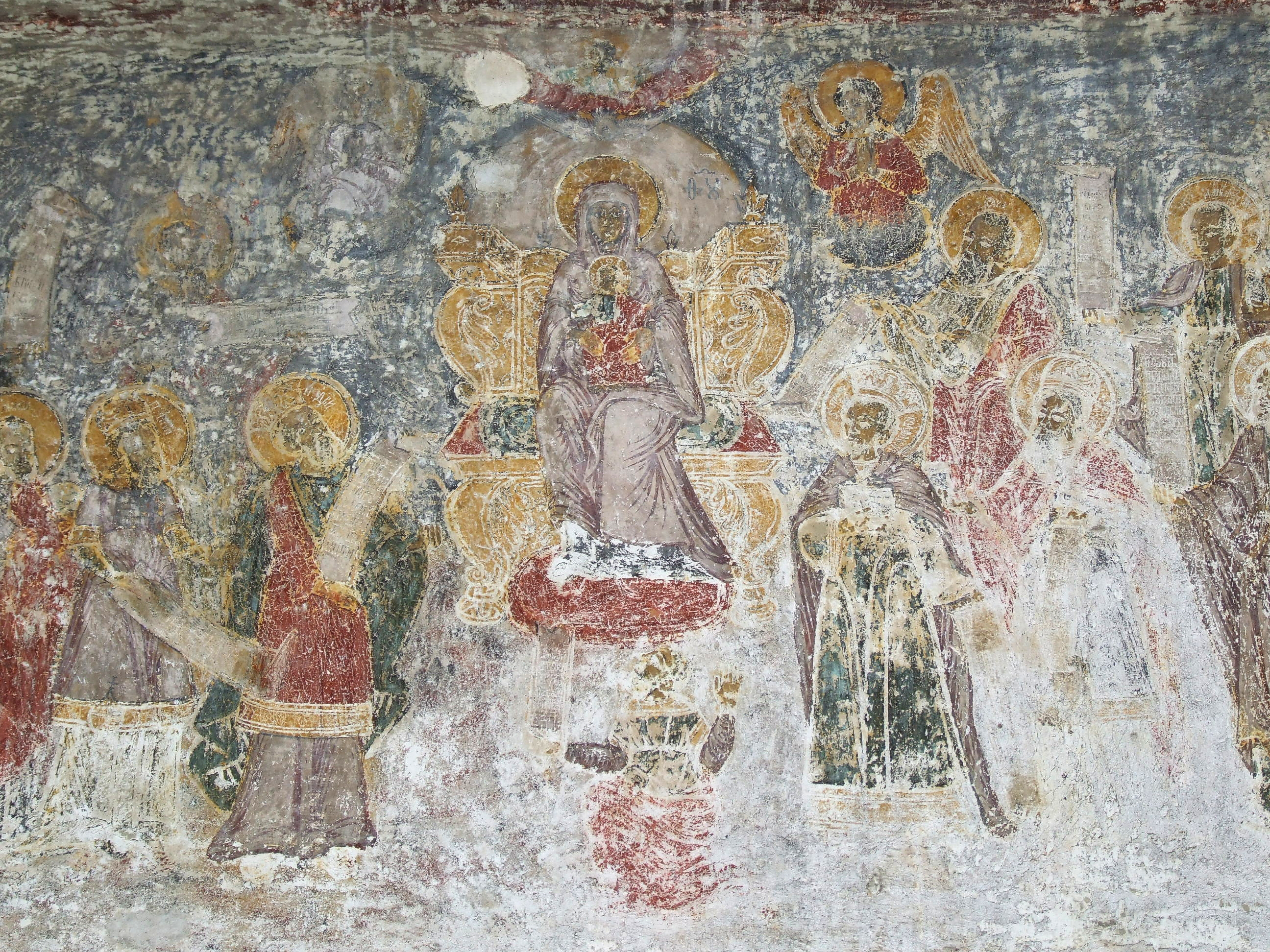
壁画
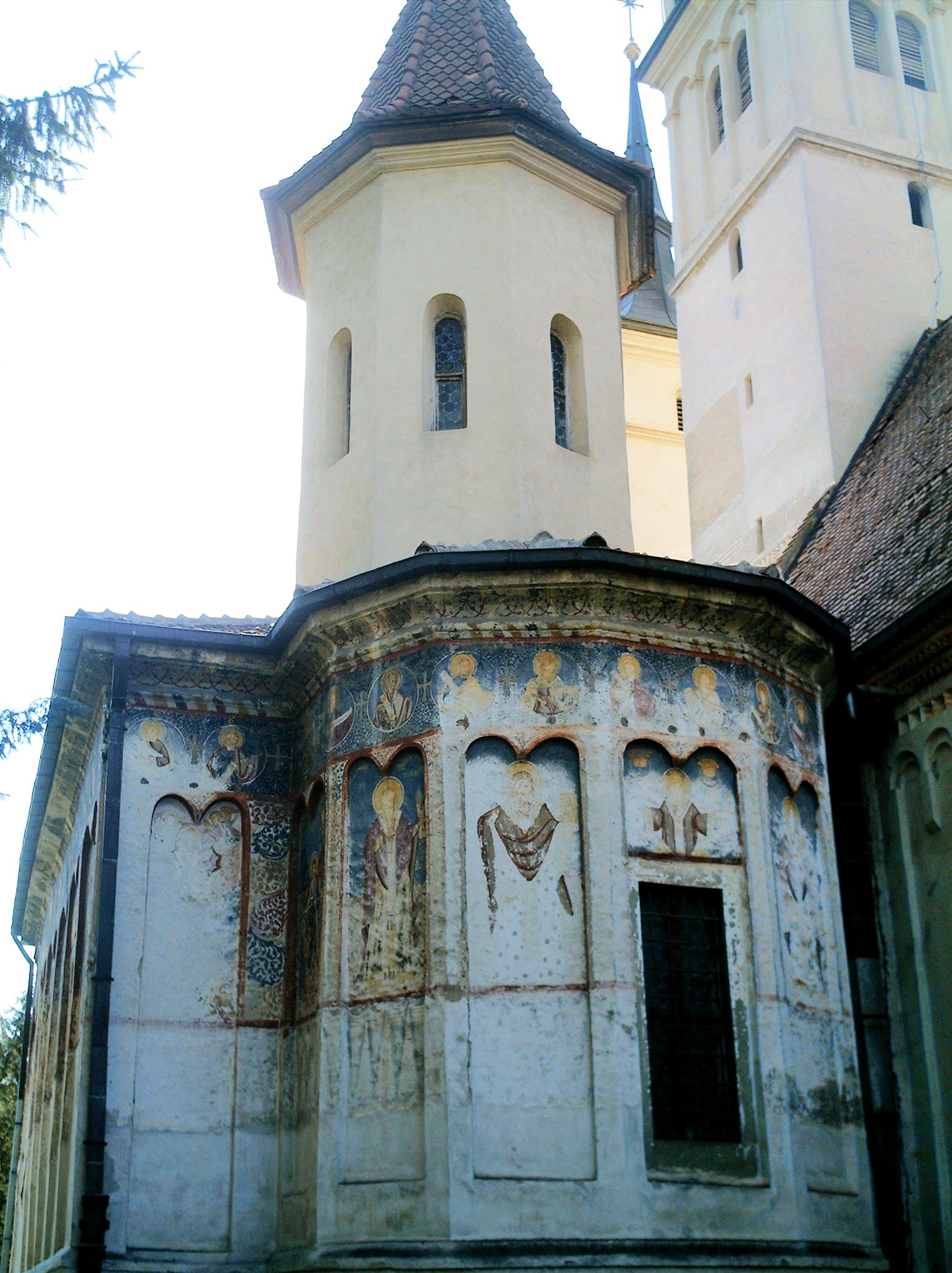
外壁のイコン
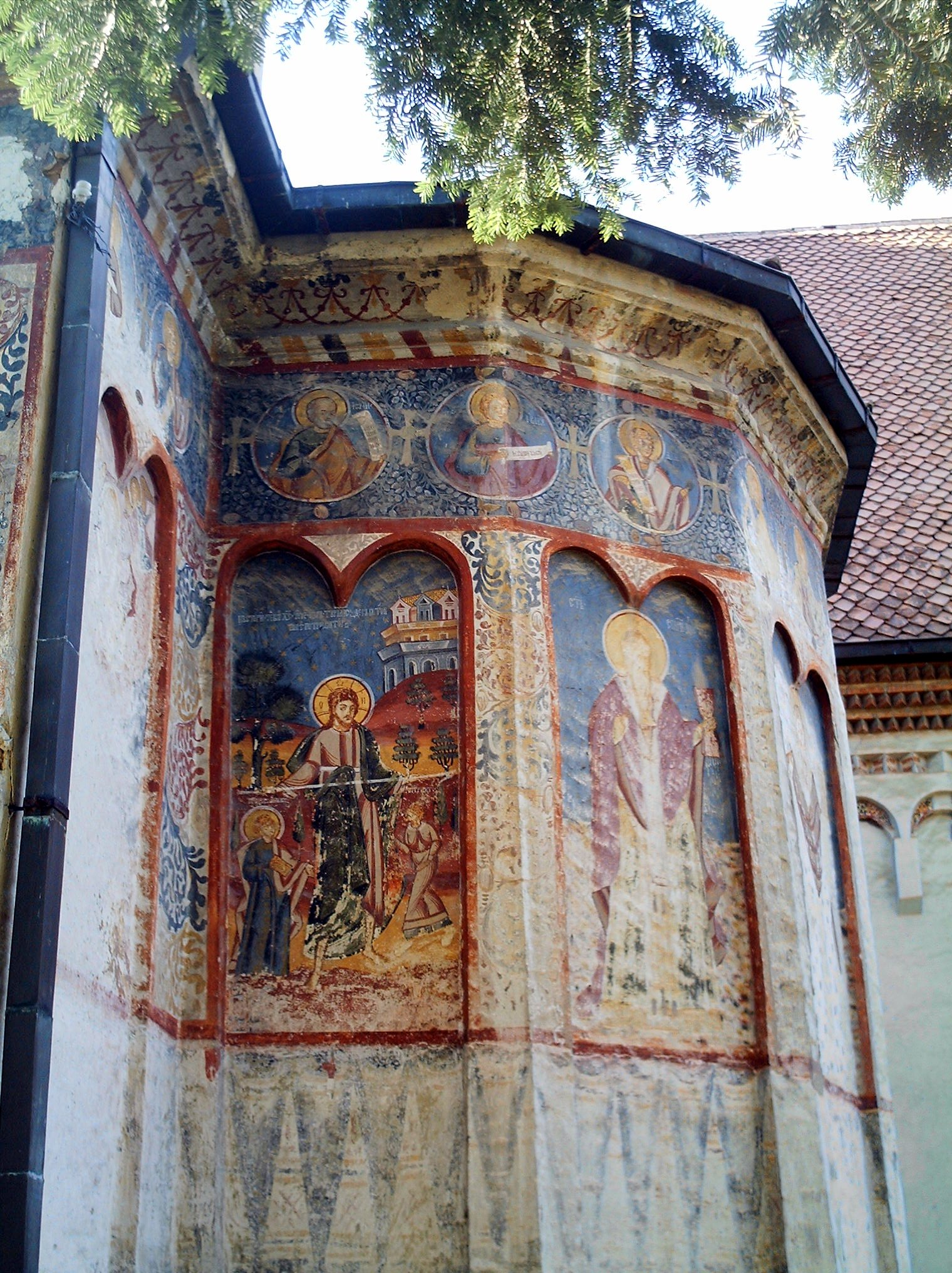
外壁のイコン